# Kremlin Cup 2017
Kremlin Cup 2017, oficiálně se jménem sponzora VTB Kremlin Cup 2017, byl společný tenisový turnaj mužského okruhu ATP World Tour a ženského okruhu WTA Tour, hraný na krytých dvorcích s tvrdým povrchem Olympijského stadionu. Konal se mezi 16. až 22. říjnem 2017 v ruském hlavním městě Moskvě jako dvacátý osmý ročník mužského a dvacátý druhý ročník ženského turnaje.
Mužská polovina se řadila do čtvrté nejvyšší kategorie okruhu ATP World Tour 250 a její dotace činí 823 600 dolarů. Ženská část měla rozpočet 790 208 dolarů a stala se součástí kategorie WTA Premier.
Nejvýše nasazenými hráči v singlových soutěžích se stali světová jedenáctka a obhájce titulu Pablo Carreño Busta ze Španělska a třináctá žena klasifikace Kristina Mladenovicová z Francie, která po volném losu do druhého kola podlehla Sasnovičové. Jako poslední přímí účastníci do dvouher nastoupili 99. hráč žebříčku Jevgenij Donskoj z Ruska a v ženské části pak 105. tenistka žebříčku Maryna Zanevská z Belgie.
Druhý titul ve dvouhře ATP Tour si opět z ruského turnaje odvezl bosenský hráč Damir Džumhur. Třetí singlovou trofej získala Němka Julia Görgesová, která tak ukončila sérii šesti prohraných finále. Prvního společného turnajového vítězství v deblu dosáhla bělorusko-rakouská dvojice Max Mirnyj a Philipp Oswald. Pro 40letého Mirného to byl jubilejní padesátý titul. Čtvrtou společnou trofej z ženské čtyřhry WTA Tour si odvezl maďarsko-český pár Tímea Babosová a Andrea Hlaváčková.

## Distribuce bodů a finančních odměn

### Distribuce bodů
| Soutěž         | vítězové | finalisté | semifinalisté | čtvrtfinalisté | 16 v kole | 32 v kole | Q  | Q3 | Q2 | Q1 |  |
| -------------- | -------- | --------- | ------------- | -------------- | --------- | --------- | -- | -- | -- | -- |  |
| dvouhra mužů   | 250      | 150       | 90            | 45             | 20        | 0         | 12 | 6  | 0  | 0  |  |
| mužská čtyřhra | 250      | 150       | 90            | 45             | 20        | 0         |    |    |    |    |  |
| ženská dvouhra | 470      | 305       | 185           | 100            | 55        | 1         | 25 | 18 | 13 | 1  |  |
| ženská čtyřhra | 470      | 305       | 185           | 100            | 1         |           |    |    |    |    |  |

### Finanční odměny
| Soutěž       | vítězové | finalisté | semifinalisté | čtvrtfinalisté | 16 v kole | 32 v kole | Q3     | Q2     | Q1     |
| ------------ | -------- | --------- | ------------- | -------------- | --------- | --------- | ------ | ------ | ------ |
| dvouhra mužů | $132 990 | $70 045   | $37 945       | $21 620        | $12 735   | $7 545    | —      | $3 395 | $1 700 |
| čtyřhra mužů | $40 400  | $21 240   | $11 510       | $6 580         | $3 860    | —         | —      | —      | —      |
| dvouhra žen  | $147 500 | $78 800   | $42 080       | $22 620        | $12 130   | $7 700    | $3 460 | $1 841 | $1 020 |
| čtyřhra žen  | $46 150  | $24 650   | $13 470       | $6 860         | $3 720    | —         | —      | —      | —      |

## Dvouhra mužů

### Nasazení
| Stát                         | Hráč                  | ATP | Nasazení |
| ---------------------------- | --------------------- | --- | -------- |
| Španělsko                    | Pablo Carreño Busta   | 11. | 1.       |
| Španělsko                    | Albert Ramos-Viñolas  | 25. | 2.       |
| Francie                      | Adrian Mannarino      | 29. | 3.       |
| Německo                      | Philipp Kohlschreiber | 33. | 4.       |
| Rusko                        | Andrej Rubljov        | 35. | 5.       |
| Bosna a Hercegovina          | Damir Džumhur         | 37. | 6.       |
| Itálie                       | Paolo Lorenzi         | 39. | 7.       |
| Rusko                        | Karen Chačanov        | 40. | 8.       |
| Žebříček ATP k 9. říjnu 2017 |                       |     |          |

### Jiné formy účasti
Následující hráčí obdrželi divokou kartu do hlavní soutěže:
- Teimuraz Gabašvili
- Konstantin Kravčuk
- Roman Safiullin

Následující hráč nastoupil pod žebříčkovou ochranou:
- Ričardas Berankis

Následující hráči postoupili z kvalifikace:
- Mirza Bašić
- Juki Bhambri
- Filip Krajinović
- Lukáš Rosol

Následující hráč postoupil do hlavní soutěže jako tzv. šťastný poražený:
- Alexandr Bublik

### Odhlášení
před zahájením turnaje
- Thomaz Bellucci → nahradil jej  Blaž Kavčič
- Karen Chačanov → nahradil jej  Alexandr Bublik
- Feliciano López → nahradil jej  Jevgenij Donskoj
- Janko Tipsarević → nahradil jej  Dušan Lajović

### Skrečování
- Blaž Kavčič[2]
- Jiří Veselý (poranění kyčle)[2]

## Mužská čtyřhra

### Nasazení
| Stát                                                                    | Hráč                    | Stát      | Hráč               | ATP  | Nasazení |
| ----------------------------------------------------------------------- | ----------------------- | --------- | ------------------ | ---- | -------- |
| Bělorusko                                                               | Max Mirnyj              | Rakousko  | Philipp Oswald     | 117. | 1.       |
| Chile                                                                   | Hans Podlipnik-Castillo | Bělorusko | Andrej Vasilevskij | 135. | 2.       |
| Kolumbie                                                                | Juan Sebastián Cabal    | Ukrajina  | Denys Molčanov     | 149. | 3.       |
| USA                                                                     | James Cerretani         | Austrálie | Marc Polmans       | 161. | 4.       |
| Žebříček ATP k 9. říjnu 2017; číslo je součtem umístění obou členů páru |                         |           |                    |      |          |

### Jiné formy účasti
Následující páry obdržely divokou kartu do hlavní soutěže:
- Aslan Karacev /  Richard Muzajev
- Konstantin Kravčuk /  Andrej Rubljov

### Odhlášení
v průběhu turnaje
- Jiří Veselý (poranění kyčle)

## Ženská dvouhra

### Nasazení
| Stát                         | Hráčka                     | WTA | Nasazení |
| ---------------------------- | -------------------------- | --- | -------- |
| Francie                      | Kristina Mladenovicová     | 13. | 1.       |
| USA                          | Coco Vandewegheová         | 15. | 2.       |
| Rusko                        | Jelena Vesninová           | 19. | 3.       |
| Lotyšsko                     | Anastasija Sevastovová     | 20. | 4.       |
| Rusko                        | Anastasija Pavljučenkovová | 21. | 5.       |
| Austrálie                    | Darja Gavrilovová          | 22. | 6.       |
| Německo                      | Julia Görgesová            | 27. | 7.       |
| Slovensko                    | Magdaléna Rybáriková       | 28. | 8.       |
| Žebříček WTA k 9. říjnu 2017 |                            |     |          |

### Jiné formy účasti
Následující hráčky obdržely divokou kartu do hlavní soutěže:
- Olesja Pervušinová
- Maria Šarapovová

Následující hráčky postoupily z kvalifikace:
- Kaia Kanepiová
- Věra Lapková
- Polina Monovová
- Jelena Rybakinová

### Odhlášení
před zahájením turnaje
- Dominika Cibulková → nahradila ji Donna Vekićová
- Johanna Kontaová → nahradila ji  Tímea Babosová
- Světlana Kuzněcovová → nahradila ji  Maryna Zanevská
- Jeļena Ostapenková → nahradila ji  Irina-Camelia Beguová
- Carla Suárezová Navarrová → nahradila ji  Natalja Vichljancevová

### Skrečování
- Darja Gavrilovová
- Magdaléna Rybáriková

## Ženská čtyřhra

### Nasazení
| Stát                                                                    | Hráčka                | Stát      | Hráčka                | WTA | Nasazení |
| ----------------------------------------------------------------------- | --------------------- | --------- | --------------------- | --- | -------- |
| Maďarsko                                                                | Tímea Babosová        | Česko     | Andrea Hlaváčková     | 21. | 1.       |
| Ukrajina                                                                | Olga Savčuková        | Slovinsko | Katarina Srebotniková | 68. | 2.       |
| Česko                                                                   | Barbora Krejčíková    | Česko     | Kateřina Siniaková    | 73. | 3.       |
| Rumunsko                                                                | Irina-Camelia Beguová | Rumunsko  | Ioana Raluca Olaruová | 75. | 4.       |
| Žebříček WTA k 9. říjnu 2017; číslo je součtem umístění obou členů páru |                       |           |                       |     |          |

### Jiné formy účasti
Následující páry obdržely divokou kartu do hlavní soutěže:
- Anna Blinkovová /  Jelena Rybakinová

## Přehled finále

### Mužská dvouhra
- Damir Džumhur vs.  Ričardas Berankis, 6–2, 1–6, 6–4

### Ženská dvouhra
- Julia Görgesová vs.  Darja Kasatkinová, 6–1, 6–2

### Mužská čtyřhra
- Max Mirnyj /  Philipp Oswald vs.  Damir Džumhur /  Antonio Šančić, 6–3, 7–5

### Ženská čtyřhra
- Tímea Babosová /  Andrea Hlaváčková vs.  Nicole Melicharová /  Anna Smithová, 6–2, 3–6, [10–3]